# Hilary Filasiewicz

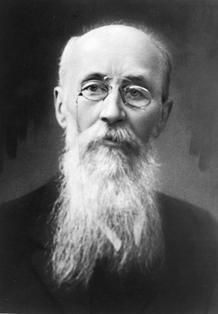
Hilary Filasiewicz

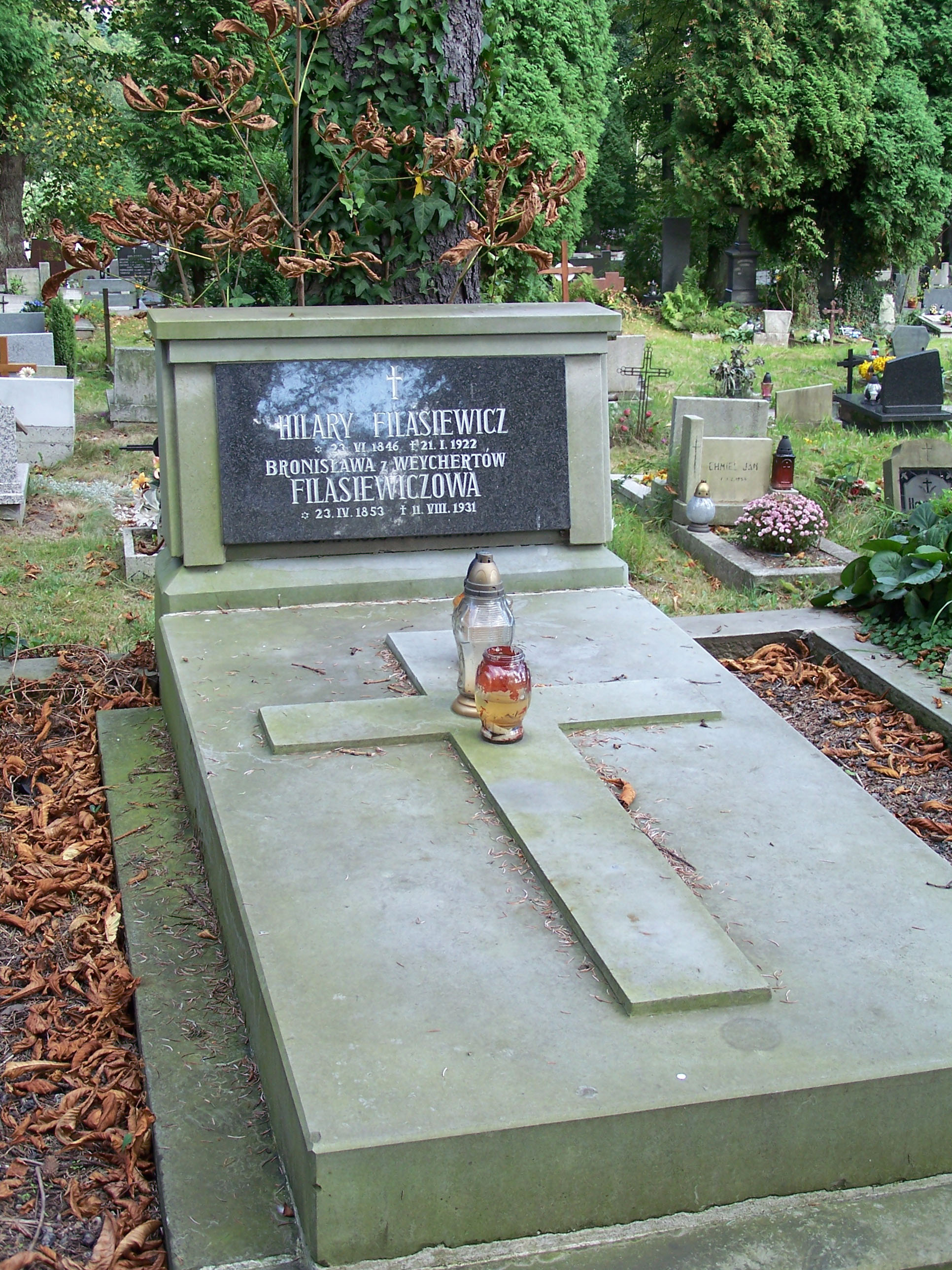
Grób Hilarego Filasiewicza na Cmentarzu Komunalnym w Cieszynie

Hilary Filasiewicz (ur. 23 lipca 1846 w Rzeszowie, zm. 21 stycznia 1922 w Krakowie) – polski prawnik, działacz społeczny i narodowy w Cieszynie, współzałożyciel i prezes Rady Nadzorczej Towarzystwa Oszczędności i Zaliczek. 
W 1872 utworzył Towarzystwo Pomocy Nauk dla Księstwa Cieszyńskiego oraz w 1865 Macierz Szkolną; założyciel i wydawca Dziennika Cieszyńskiego. Należał do Polskiego Towarzystwa Pedagogicznego na Śląsku Cieszyńskim . Otrzymał godność członka honorowego Towarzystwa Szkoły Ludowej. 